# Communauté d’agglomération du Grand Guéret
Die Communauté d’agglomération du Grand Guéret ist ein französischer Gemeindeverband mit der Rechtsform einer Communauté d’agglomération im Département Creuse in der Region Nouvelle-Aquitaine. Sie wurde am 27. November 2012 gegründet und umfasst 25 Gemeinden. Der Verwaltungssitz befindet sich in der Stadt Guéret.

## Historische Entwicklung
Mit Wirkung vom 1. Januar 2018 verließen die Gemeinden Mazeirat, Peyrabout und Saint-Yrieix-les-Bois die Communauté de communes Creuse Sud Ouest und schlossen sich dem hiesigen Verband an.

## Mitgliedsgemeinden
| Gemeinde                                   | Einwohner 1. Januar 2022 | Fläche km² | Dichte Einw./km² | Code INSEE | Postleitzahl |
| ------------------------------------------ | ------------------------ | ---------- | ---------------- | ---------- | ------------ |
| Ajain                                      | 1.028                    | 33,14      | 31               | 23002      | 23380        |
| Anzême                                     | 549                      | 29,50      | 19               | 23004      | 23000        |
| Bussière-Dunoise                           | 1.045                    | 41,13      | 25               | 23036      | 23320        |
| Gartempe                                   | 113                      | 9,49       | 12               | 23088      | 23320        |
| Glénic                                     | 644                      | 27,60      | 23               | 23092      | 23380        |
| Guéret                                     | 12.814                   | 26,21      | 489              | 23096      | 23000        |
| Jouillat                                   | 383                      | 22,44      | 17               | 23101      | 23220        |
| La Brionne                                 | 452                      | 7,08       | 64               | 23033      | 23000        |
| La Chapelle-Taillefert                     | 444                      | 14,11      | 31               | 23052      | 23000        |
| La Saunière                                | 659                      | 7,50       | 88               | 23169      | 23000        |
| Mazeirat                                   | 123                      | 7,80       | 16               | 23128      | 23150        |
| Montaigut-le-Blanc                         | 372                      | 17,23      | 22               | 23132      | 23320        |
| Peyrabout                                  | 151                      | 8,91       | 17               | 23150      | 23000        |
| Saint-Christophe                           | 150                      | 7,79       | 19               | 23186      | 23000        |
| Saint-Éloi                                 | 176                      | 15,60      | 11               | 23191      | 23000        |
| Saint-Fiel                                 | 1.079                    | 16,72      | 65               | 23195      | 23000        |
| Saint-Laurent                              | 678                      | 12,93      | 52               | 23206      | 23000        |
| Saint-Léger-le-Guérétois                   | 398                      | 13,98      | 28               | 23208      | 23000        |
| Saint-Silvain-Montaigut                    | 193                      | 9,55       | 20               | 23242      | 23320        |
| Saint-Sulpice-le-Guérétois                 | 1.901                    | 36,18      | 53               | 23245      | 23000        |
| Saint-Vaury                                | 1.729                    | 46,50      | 37               | 23247      | 23320        |
| Saint-Victor-en-Marche                     | 348                      | 16,62      | 21               | 23248      | 23000        |
| Saint-Yrieix-les-Bois                      | 281                      | 15,70      | 18               | 23250      | 23150        |
| Sainte-Feyre                               | 2.531                    | 29,99      | 84               | 23193      | 23000        |
| Savennes                                   | 209                      | 6,93       | 30               | 23170      | 23000        |
| Communauté d’agglomération du Grand Guéret | 28.450                   | 480,63     | 59               | –          | –            |